# NGC 1938
NGC 1938 (również ESO 56-SC108) – gromada otwarta, znajdująca się w gwiazdozbiorze Góry Stołowej. Należy do Wielkiego Obłoku Magellana. Odkrył ją James Dunlop 24 września 1826 roku. W pobliżu niej znajduje się dużo starsza gromada kulista NGC 1939, lecz prawdopodobnie nie są one ze sobą fizycznie związane.